# Рославцев, Василий Алексеевич
Василий Алексеевич Рославцев (1915 — 1989) — советский дипломат. Чрезвычайный и полномочный посланник 2 класса.

## Биография
Участник Великой Отечественной войны, кавалер пяти боевых орденов. 
На дипломатической работе с 1952 года.
- В 1952—1954 годах — сотрудник центрального аппарата МИД СССР.
- В 1954—1958 годах — сотрудник Миссии СССР в Новой Зеландии.
- В 1958—1960 годах — сотрудник центрального аппарата МИД СССР.
- В 1960—1962 годах — советник Посольства СССР в Бирме.
- В 1962—1968 годах — на ответственной работе в центральном аппарате МИД СССР.
- С 27 ноября 1968 по 5 июля 1973 года — чрезвычайный и полномочный посол СССР в Государстве Маврикий[1].
- В 1974—1980 годах — на ответственной работе в центральном аппарате МИД СССР.

С 1980 года — в отставке.

## Награды
- Орден Красной Звезды (30 октября 1942)
- Орден Красного Знамени (10 сентября 1943)
- Орден Отечественной войны II степени (9 марта 1944)
- Орден Отечественной войны I степени (12 января 1945)
- Орден Александра Невского (28 февраля 1945)
- Медаль «За победу над Германией в Великой Отечественной войне 1941—1945 гг.» (9 мая 1945)
- Орден «Знак Почёта» (22 октября 1971)[2]
- Орден Отечественной войны I степени (6 апреля 1985)